# محمد فهد البيشي
محمد فهد البيشي (مواليد 1 سبتمبر 1965) هو عداء سعودي، مثّل بلاده في سباق 100 متر خلال الألعاب الأولمبية الصيفية 1988.

## المشاركة الأولمبية

### سول 1988
ألعاب القوى – 100 متر عدو رجال
| الرُّتبة | المجموعة 1                   | الزمن |
| ------ | ---------------------------- | ----- |
| 1.     | روبسون دا سيلفا (البرازيل)   | 10.37 |
| 2.     | إزيو مادونيا (إيطاليا)       | 10.40 |
| 3.     | تشنغ شين فو (تايبيه الصينية) | 10.48 |
| 4.     | تيري لوريت (فرنسا)           | 10.56 |
| 5.     | بوفي لوسون (توغو)            | 10.59 |
| 6.     | ليونج وينج كوونج (هونغ كونغ) | 10.82 |
| 7.     | محمد فهد البيشي (السعودية)   | 10.85 |
| 8.     | جيري جيريمياه (فانواتو)      | 10.96 |

مرجع: 

## وصلات خارجية
- محمد فهد البيشي على موقع الاتحاد الدولي لألعاب القوى (الإنجليزية)
- محمد فهد البيشي على موقع أوليمبيديا (الإنجليزية)